# Plyschtofsskrika
Plyschtofsskrika (Cyanocorax chrysops) är en fågel i familjen kråkfåglar inom ordningen tättingar.

## Utseende
Plyschtofsskrikan är en stor och praktfull mörkblå kråkfågel. Den har en udda rundad svart tofs, svart huvud och svart bröst som kontrasterar med gula ögon och lysande blått på nacken och i ett ögonbrynsstreck. Nedre delen av buken och stjärtens bakre halva är vit medan ovansidan är mörkblå.

## Utbredning och systematik
Plyschtofsskrika delas in i tre underarter med följande utbredning:
- C. c. diesingii – norra Brasilien söder om Amazonfloden
- C. c. chrysops – sydöstra Brasilien till Paraguay, Uruguay, norra Bolivia och nordöstra Argentina
- C. c. tucumanus – nordvästra Argentina

Vissa urskiljer även underarten insperatus, med utbredning i nordöstra Brasilien söder om Amazonfloden.

## Levnadssätt
Plyschtofsskrikan hittas i olika typer av skogslandskap. Där påträffas den ofta i ljudliga grupper med upp till ett dussin individer.

## Status och hot
Arten har ett stort utbredningsområde, men tros minska i antal, dock inte tillräckligt kraftigt för att den ska betraktas som hotad. Internationella naturvårdsunionen IUCN listar arten som livskraftig (LC).